# Barry & Glodean
Barry & Glodean è il dodicesimo album del cantante statunitense Barry White, in collaborazione con Glodean White, sua moglie nonché cantante delle Love Unlimited, trio femminile che accompagnava le esibizioni di Barry White. L'album è stato pubblicato nel 1981 dalla Unlimited Gold Records.

## Tracce
1. Our Theme, Part 1 (White) - 3:18
2. I Want You (White, Levine, Simon) - 4:23
3. You're the Only One for Me (White, Cameron) - 5:05
4. This Love (Williams) - 4:04
5. The Better Love Is (The Worse It Is When It's Over) (Russ) - 4:51
6. You (White, Cameron) - 4:19
7. We Can't Let Go of Love (White, Maglia, Giovannelli) - 3:53
8. You Make My Life Easy Livin' (Cameron, Cameron) - 4:16
9. Didn't We Make It Happen Baby (White, Pearson) - 5:23
10. Our Theme, Part 2 (White) - 2:44